# Tobera (percusión)

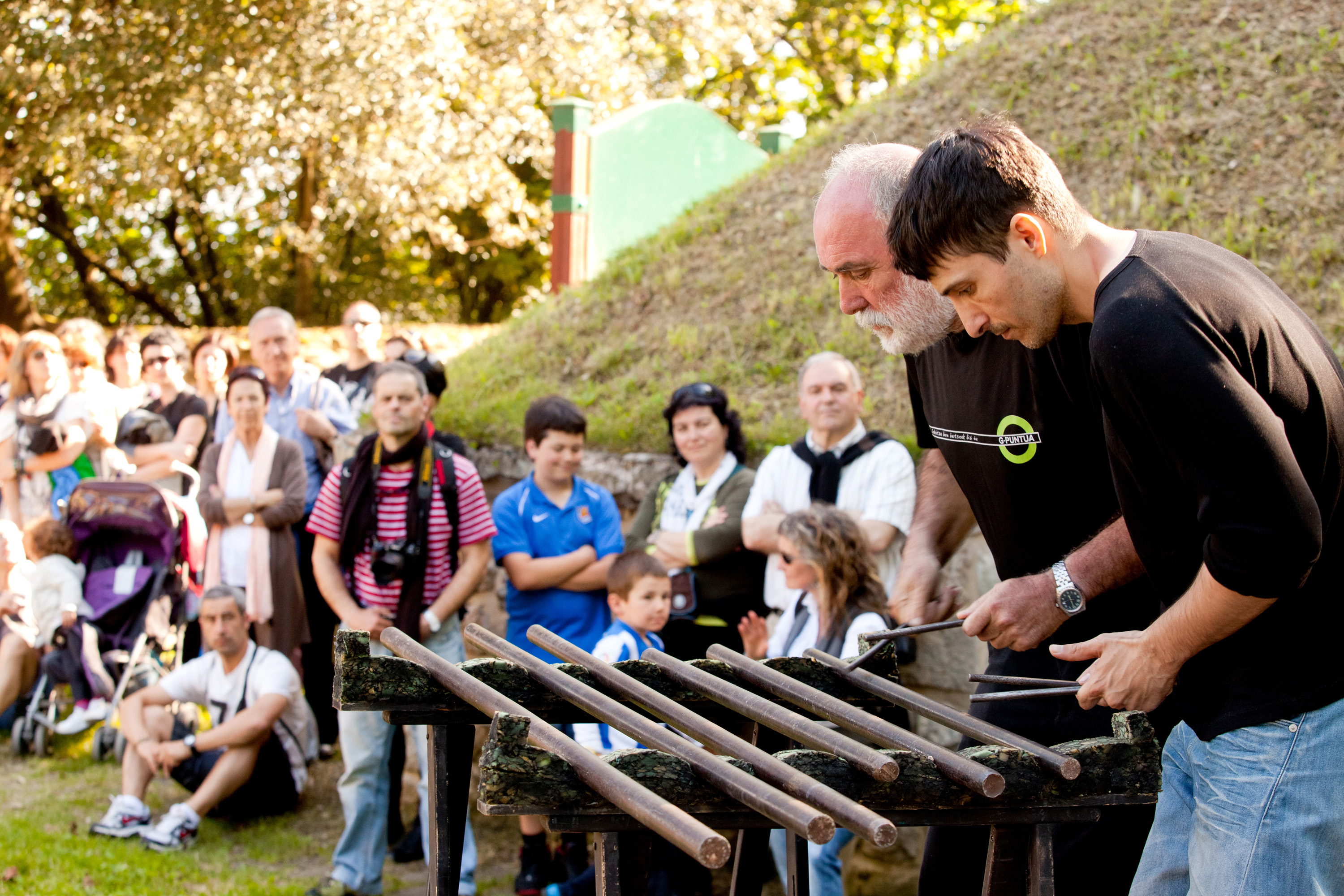
Tobera

La tobera es un instrumento musical de percusión idiófono navarro que se toca en el aire entre dos amigos, parecido a la txalaparta. Suele estar formado por un tubo de hierro de un metro y medio de largo. Para tocarlo se utilizan cuatro varillas metálicas de 30 centímetros de largo, una en cada mano. En ocasiones, intercaladas con el toque de la tobera, una persona vocaliza las canciones, tanto los viejos versos, como preparados para la sesión o improvisados. Se toca en un ambiente festivo, principalmente en bodas o reuniones.